# Singoli più venduti in Canada
La seguente tabella illustra i singoli musicali più venduti in Canada, accompagnati dalle certificazioni stabilite dalla Music Canada (MC).
Le certificazioni oro e platino e diamante, rilasciate da Music Canada, valgono rispettivamente 40.000, 80.000 e 800.000 copie vendute per i brani pubblicati dopo il 1º maggio 2008, mentre per i brani pubblicati in precedenza (come Candle in the Wind 1997) valevano 50.000, 100.000 e 1.000.000.

## Oltre il milione di copie vendute
| Artista    | Singolo                 | Vendite   | Certificazione   |
| ---------- | ----------------------- | --------- | ---------------- |
| Elton John | Candle in the Wind 1997 | 1.900.000 | 19 volte platino |

## Oltre 880.000 copie vendute

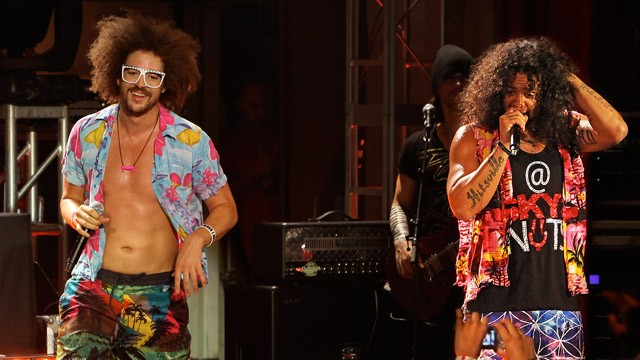
Party Rock Anthem degli LMFAO è il singolo più venduto di un duo musicale, e singolo più venduto con un disco di Diamante

| Artista | Singolo           | Vendite | Certificazione   |
| ------- | ----------------- | ------- | ---------------- |
| LMFAO   | Party Rock Anthem | 880.000 | 11 volte platino |

## Oltre 800.000 copie vendute (diamante)

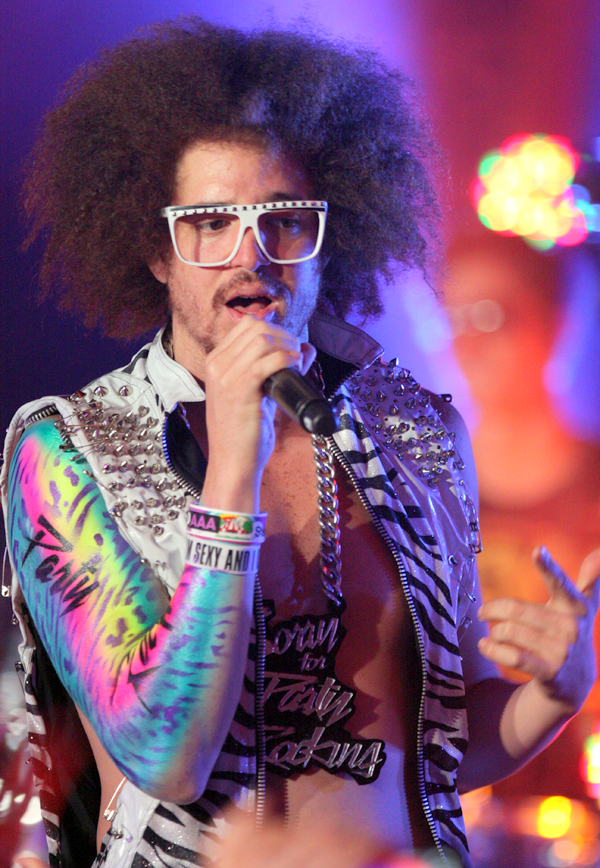
Il leader degli LMFAO, Redfoo vanta 2 singoli di Diamante in Canada come produttore

| Artista                                     | Singolo             | Vendite | Certificazione   |
| ------------------------------------------- | ------------------- | ------- | ---------------- |
| Bebe Rexha ft. Florida Georgia Line         | Meant to Be         | 800.000 | 10 volte platino |
| Mark Ronson e Bruno Mars                    | Uptown Funk         | 800.000 | 10 volte platino |
| LMFAO                                       | Sexy and I Know It  | 800.000 | 10 volte platino |
| The Black Eyed Peas                         | I Gotta Feeling     | 800.000 | 10 volte platino |
| Loud Luxury ft. Brando                      | Body                | 800.000 | 10 volte platino |
| The Weeknd                                  | Starboy             | 800.000 | 10 volte platino |
| Post Malone ft. 21 Savage                   | Rockstar            | 800.000 | 10 volte platino |
| French Montana ft. Swae Lee                 | Unforgettable       | 800.000 | 10 volte platino |
| The Lumineers                               | Ho Hey              | 800.000 | 10 volte platino |
| Lil Nas X                                   | Old Town Road       | 800.000 | 10 volte platino |
| Drake                                       | God's Plan          | 800.000 | 10 volte platino |
| Adele                                       | Someone Like You    | 800.000 | 10 volte platino |
| Adele                                       | Rolling in the Deep | 800.000 | 10 volte platino |
| Hozier                                      | Take Me To Church   | 800.000 | 10 volte platino |
| Passenger                                   | Let Her Go          | 800.000 | 10 volte platino |
| Ed Sheeran                                  | Thinking Out Loud   | 800.000 | 10 volte platino |
| Ed Sheeran                                  | Perfect             | 800.000 | 10 volte platino |
| Ed Sheeran                                  | Shape Of You        | 800.000 | 10 volte platino |
| OneRepublic                                 | Counting Stars      | 800.000 | 10 volte platino |
| Sia                                         | Cheap Thrills       | 800.000 | 10 volte platino |
| Imagine Dragons                             | Radioactive         | 800.000 | 10 volte platino |
| Maroon 5 con Christina Aguilera             | Moves like Jagger   | 800.000 | 10 volte platino |
| Adele                                       | Hello               | 800.000 | 10 volte platino |
| Luis Fonsi & Daddy Yankee ft. Justin Bieber | Despacito           | 800.000 | 10 volte platino |
| Macklemore, Ryan Lewis e Wanz               | Thrift Shop         | 800.000 | 10 volte platino |
| The Chainsmokers                            | Closer              | 800.000 | 10 volte platino |
| Drake                                       | One Dance           | 800.000 | 10 volte platino |

## Oltre 400.000 copie vendute

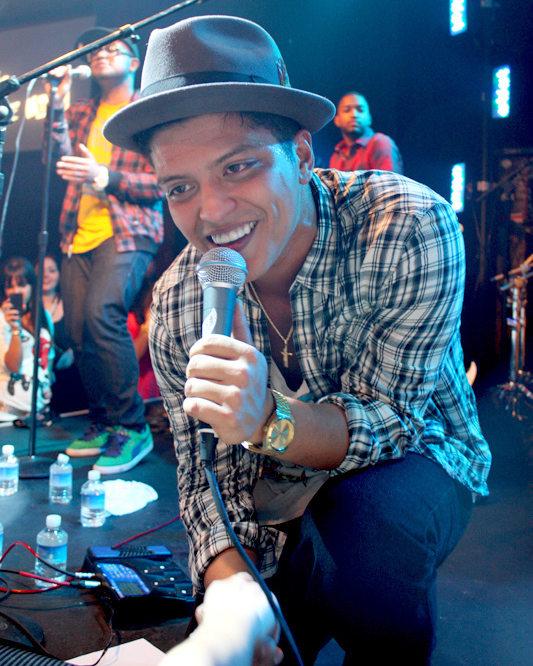
Bruno Mars con quattro singoli ad aver venduto più di 400.000 copie in Canada, è l'artista più presente in questa lista

| Artista                                   | Singolo                 | Vendite | Certificazione  |
| ----------------------------------------- | ----------------------- | ------- | --------------- |
| The Black Keys                            | Lonely Boy              | 720.000 | 9 volte platino |
| Camila Cabello                            | Havana                  | 720.000 | 9 volte platino |
| Akon e Eminem                             | Smack That              | 640.000 | 8 volte platino |
| Carly Rae Jepsen                          | Call Me Maybe           | 640.000 | 8 volte platino |
| Lady Gaga                                 | Poker Face              | 640.000 | 8 volte platino |
| The Black Eyed Peas                       | Boom Boom Pow           | 640.000 | 8 volte platino |
| Katy Perry                                | Roar                    | 640.000 | 8 volte platino |
| Kygo e Selena Gomez                       | It Ain't Me             | 560.000 | 7 volte platino |
| Fun. con Janelle Monáe                    | We Are Young            | 560.000 | 7 volte platino |
| Kesha                                     | Tik Tok                 | 560.000 | 7 volte platino |
| Lady Gaga                                 | Bad Romance             | 560.000 | 7 volte platino |
| Katy Perry                                | I Kissed a Girl         | 560.000 | 7 volte platino |
| Bruno Mars                                | Just the Way You Are    | 560.000 | 7 volte platino |
| Katy Perry                                | Dark Horse              | 560.000 | 7 volte platino |
| Maroon 5 feat. Cardi B                    | Girls like You          | 560.000 | 7 volte platino |
| Cardi B, Bad Bunny e J Balvin             | I Like It               | 480.000 | 6 volte platino |
| Adele                                     | Hello                   | 480.000 | 6 volte platino |
| Adele                                     | Someone like You        | 480.000 | 6 volte platino |
| Katy Perry                                | Firework                | 480.000 | 6 volte platino |
| Katy Perry                                | Hot n Cold              | 480.000 | 6 volte platino |
| Lady Gaga                                 | Just Dance              | 480.000 | 6 volte platino |
| Robin Thicke con T.I. e Pharrell Williams | Blurred Lines           | 480.000 | 6 volte platino |
| Bruno Mars                                | Grenade                 | 480.000 | 6 volte platino |
| Taylor Swift                              | Shake It Off            | 480.000 | 6 volte platino |
| Taylor Swift                              | I Knew You Were Trouble | 400.000 | 5 volte platino |
| Cee Lo Green                              | Fuck You!               | 400.000 | 5 volte platino |
| Flo Rida                                  | Good Feeling            | 400.000 | 5 volte platino |
| fun.                                      | Some Nights             | 400.000 | 5 volte platino |
| Flo Rida con Sia                          | Wild Ones               | 400.000 | 5 volte platino |
| Flo Rida                                  | Whistle                 | 400.000 | 5 volte platino |
| Foster the People                         | Pumped Up Kicks         | 400.000 | 5 volte platino |
| Jennifer Lopez con Pitbull                | On the Floor            | 400.000 | 5 volte platino |
| Taio Cruz                                 | Dynamite                | 400.000 | 5 volte platino |
| Bruno Mars                                | Locked Out of Heaven    | 400.000 | 5 volte platino |
| John Legend                               | All of Me               | 400.000 | 5 volte platino |
| Ariana Grande, Nicki Minaj, Jessie J      | Bang Bang               | 400.000 | 5 volte platino |
| Ariana Grande, Nicki Minaj                | Side to Side            | 400.000 | 5 volte platino |
| Ariana Grande                             | Thank U, Next           | 400.000 | 5 volte platino |
| G-Eazy e Bebe Rexha                       | Me, Myself & I          | 400.000 | 5 volte platino |